# 泰勒斯维尔 (犹他州)
泰勒斯维尔（英文：Taylorsville），是美国犹他州盐湖县下属的一座城市。建市于 1848年，面积大约为10.85平方英里（28.1平方公里），海拔约为4,295英尺（1,309米）。根据2010年美国人口普查，该市有人口58,652人。